# Bena (gênero)
Bena é um gênero de mariposas, pertencente à família Nolidae.

## Espécies
- Bena africana
- Bena bicolorana
- Bena conspersa
- Bena intersectana
- Bena prasina
- Bena prasinana
- Bena quercana
- Bena viridisbilineata